# Naturschutzgebiet Gutower Moor und Schöninsel
Koordinaten: 53° 45′ 17,4″ N, 12° 8′ 20,8″ O

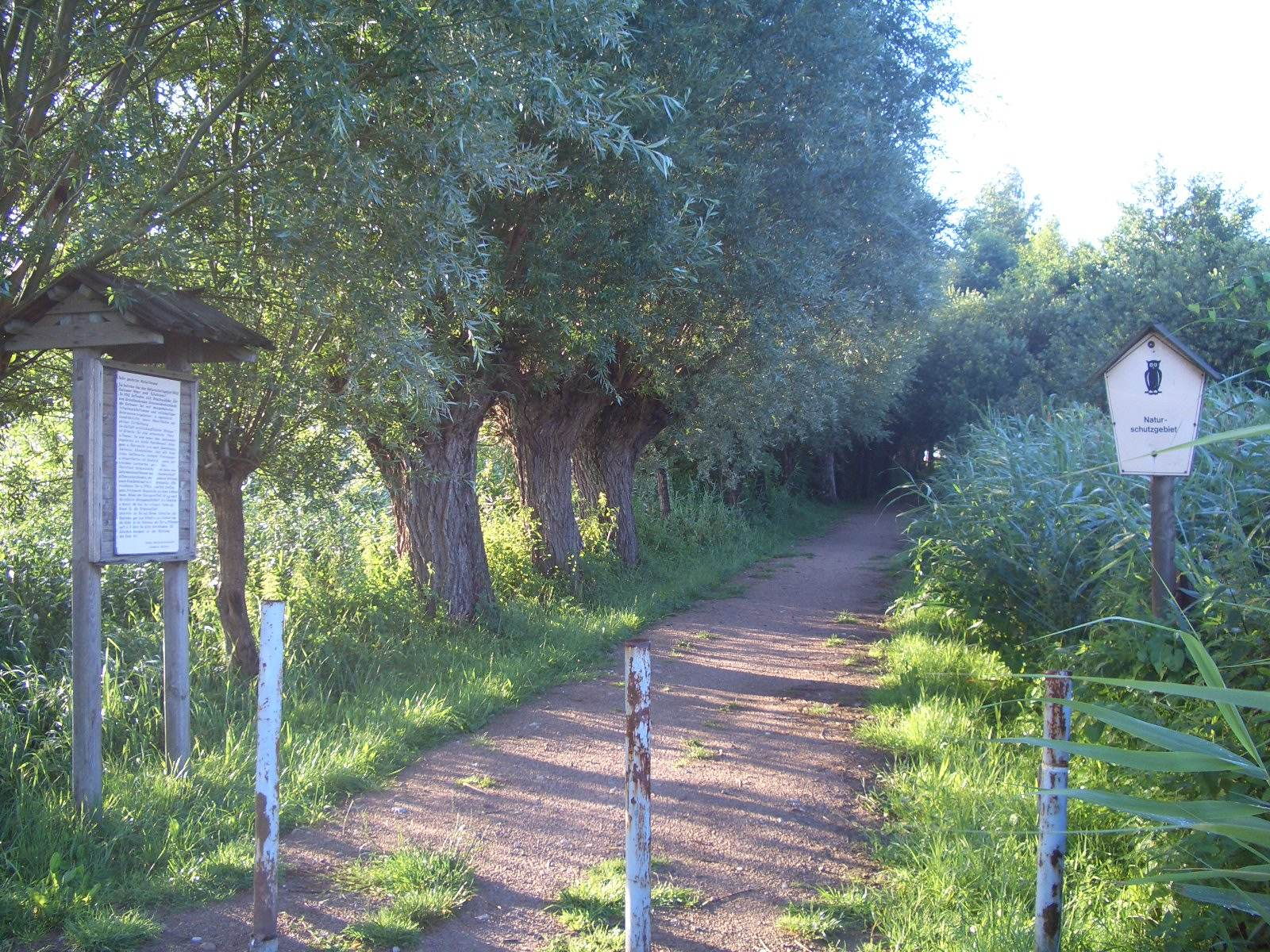
NSG-Beginn bei Gutow

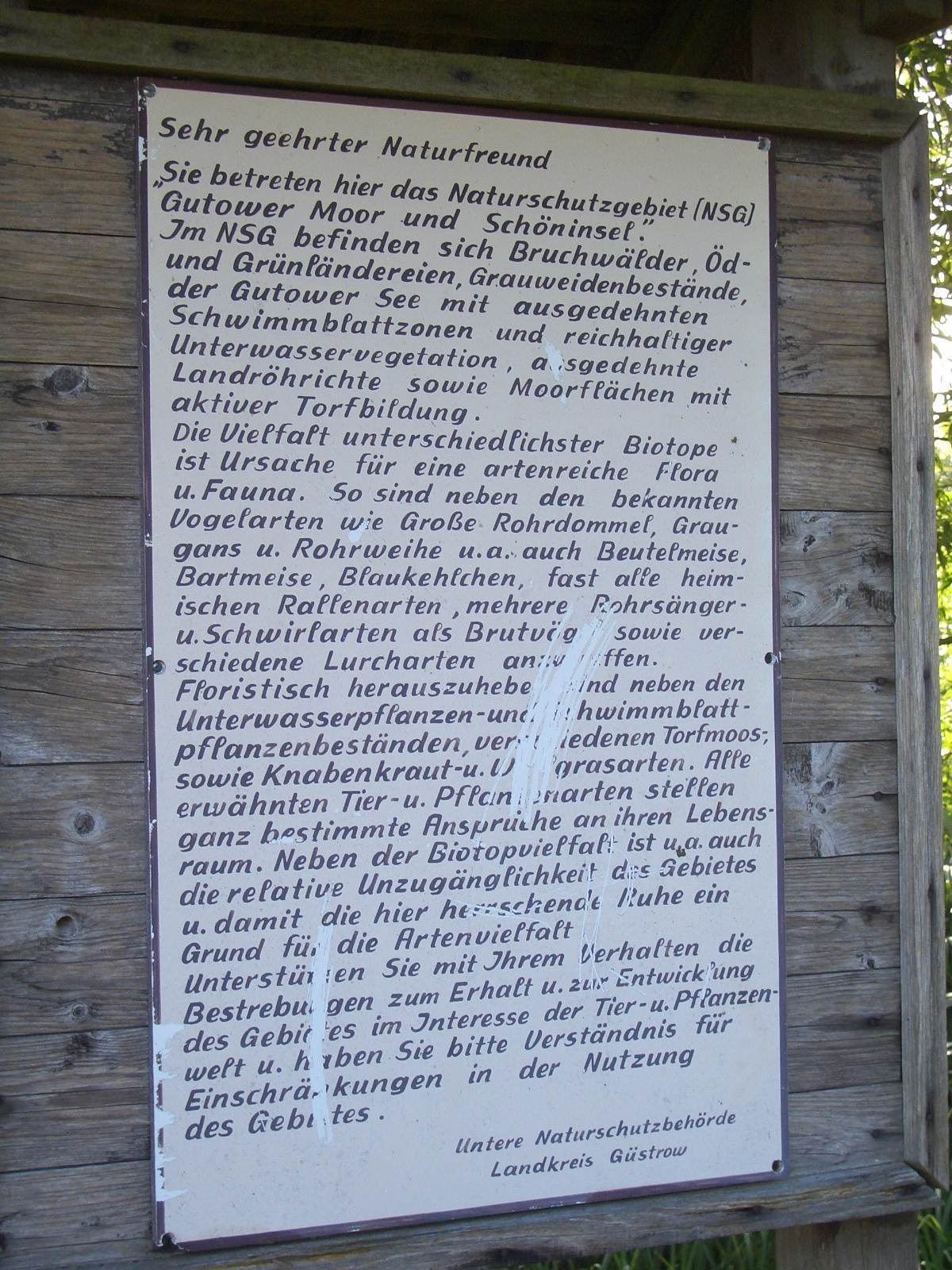
Informationstafel

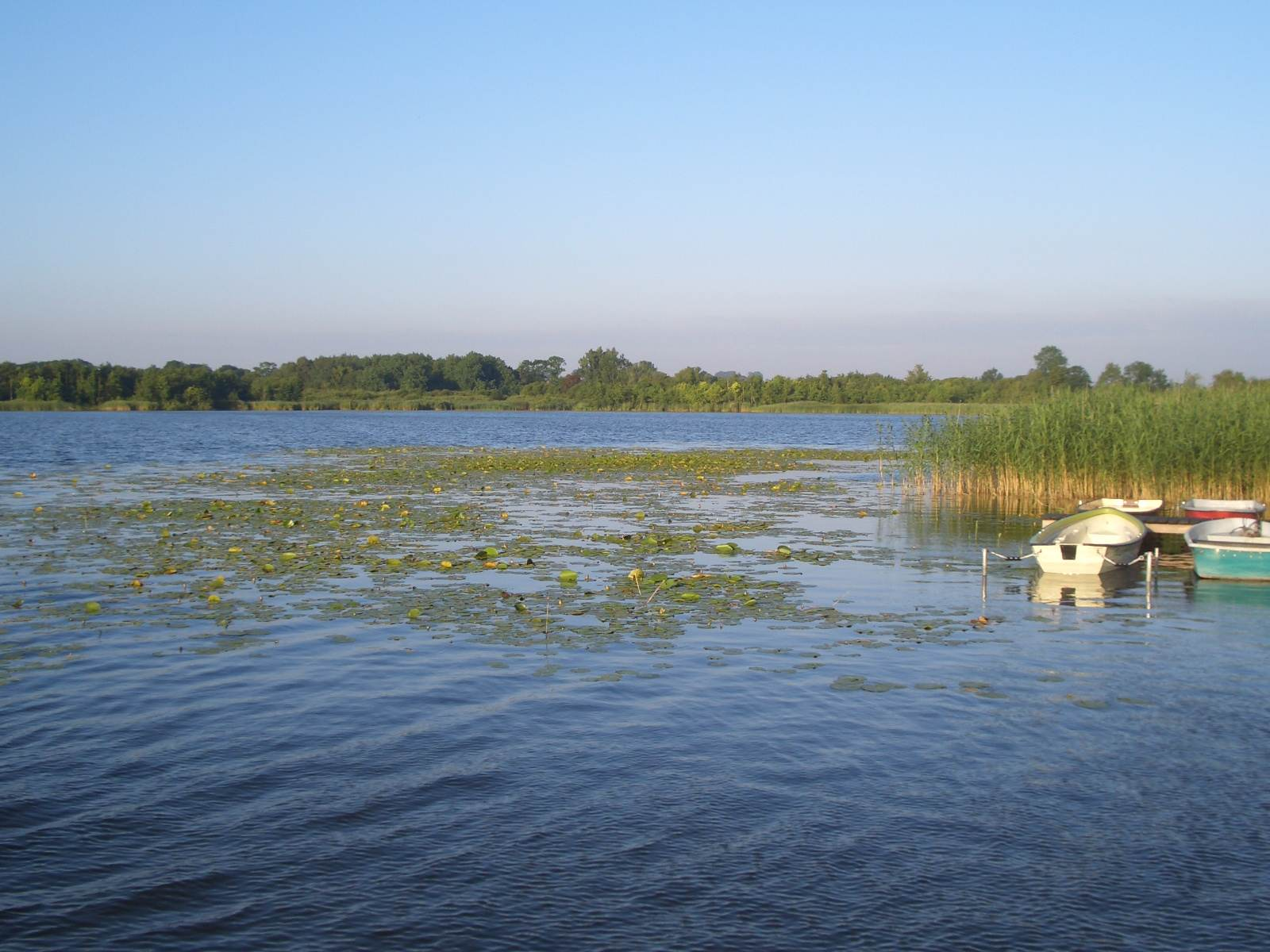
Westlicher Teil des Inselsees

Das Naturschutzgebiet Gutower Moor und Schöninsel ist ein Naturschutzgebiet in Mecklenburg-Vorpommern ungefähr zwei Kilometer südwestlich der Stadt Güstrow. Es wurde am 7. Juli 1990 ausgewiesen und umfasst seit der Erweiterung im Jahr 2000 eine Fläche von 360 Hektar. Das Schutzziel besteht in Erhalt und Entwicklung des westlichen Teils des Inselsees, der darin liegenden Schöninsel sowie des angrenzenden Durchströmungsmoores. Das Gebiet ist Lebensraum für zahlreiche Tier- und Pflanzenarten und ein bedeutender Rastplatz für Gänse und Enten. Der Gebietszustand wird aufgrund umfangreicher Nährstoffeinträge aus den umliegenden Flächen als befriedigend eingestuft. Der Bereich des Gutower Moores ist nicht begehbar, die einzige Brücke zur Schöninsel ist seit 2016 gesperrt. Zwei Informationstafeln weisen dort auf das Schutzgebiet hin.
Das Naturschutzgebiet ist Bestandteil des FFH-Gebietes Inselsee Güstrow.

## Historie
Der Inselsee entstand durch Ausschürfung vor über 10.000 Jahren während der letzten Eiszeit. Erste Besiedlungen durch die Zirzipanen sind im Osten des Schutzgebietes durch den Bölkower Burgwall, der die Siedlung Bisdede bildete, aus den Jahren 800 bis 1200 belegt. In der Wiebekingschen Karte von 1786 zeigt sich der Bereich des Gutower Moores bis auf den Stubbenbruch im Westen waldfrei. In geringem Umfang erfolgte Torfabbau. Auf der Schöninsel wurden Rinder gehalten. Auf dem Inselsee erfolgt Reusenfischerei.

## Pflanzen- und Tierwelt
Die ursprünglich in den tieferen Zonen des Inselsees anzutreffenden Großlaichkraut-Tauchfluren mit Spiegelndem Laichkraut, Kanadischer Wasserpest und Armleuchteralgen gingen in den letzten Jahren stark zurück. In flacheren Bereichen finden sich Schwimmblattzonen mit Teichrose und Röhricht. Die Uferbereiche sind mit Schierlings-Scheinzypernseggenrieden, Sumpfseggenrieden und Schilfröhrichten bestanden. Hervorhebenswerte Wasserpflanzen sind Mittleres Nixkraut, Krebsschere, Nadel-Sumpfsimse und Tannenwedel. Im Gutower Moor finden sich braunmoosreiche Kleinseggenriede mit stellenweise noch aktiver Torfbildung und Gebüsche mit Lorbeer- und Grauweiden. Westlich schließen Bereiche mit Moorbirken und Erle an. Bemerkenswert im Moorbereich sind die Vorkommen von Breitblättrigem und Steifblättrigem Knabenkraut, Sumpf-Sitter und Sumpf-Blutauge. Die Pflanzenwelt auf der Schöninsel wird von magerem Grünland und Feldgehölzen bestimmt. Auf den Seeflächen finden sich zahlreiche Rast- und Brutvögel ein, darunter Gänse, Tauchente und Säger. Bemerkenswerte Brutvögel sind Bart- und Beutelmeise, Blaukehlchen, Drosselrohrsänger, Eisvogel, Bekassine, Schlagschwirl, Schwarzmilan, Wasserralle und Rohrdommel. Vereinzelt ist der Fischotter nachgewiesen.